# Дудэнски, Ричард
Ричард Дудэнски (англ. Richard Dudanski — британский барабанщик, который был участником многих британских протопанк, панк и пост-панк групп. Таких как Public Image Ltd, The 101ers, The Raincoats и Basement 5. Он был также приглашен Джо Страммером в The Clash, но после нескольких репетиций покинул группу.